# Луи де Пон дю Лак
Луи́ де Пон дю Лак (верное франц. произношение Луи́ де Пуа́нт дю Лак) (фр. Louis de Pointe du Lac) — персонаж серии книг «Вампирские хроники» Энн Райс. В начале повествования смертный человек, позже становится вампиром. Протагонист и антигерой первого романа из цикла «Интервью с вампиром». Он также появляется в других книгах из цикла: «Вампир Лестат», «Царица проклятых», «История похитителя тел», «Мемнох-дьявол», «Вампир Арман» и «Меррик».

## Человек
Луи де Пон дю Лак родился во Франции 4 октября 1766 года в семье католиков, которая эмигрировала в Северную Америку, когда он был ещё ребёнком. Его мать, сестра и брат жили неподалёку от Нового Орлеана на двух собственных плантациях индиго на Миссисипи, названных Пон дю Лак в честь семьи. Там, после ужасной ссоры, умер младший брат Поль. Луи всегда считал себя виновным в смерти брата (в экранизации смерть брата заменена на смерть жены при родах и новорождённого ребёнка) и, не видя дальнейшего смысла продолжать жизнь, молил Бога забрать его жизнь. Но у него не хватало духу покончить жизнь самоубийством. Луи начал часто наведываться в таверны, бордели и другие небезопасные места, а также вступать в драки и дуэли, чтобы кто-то наконец смог убить его.

## Вампир
В одну из таких ночей Луи и привлёк внимание вампира Лестата де Лионкура, который «фатально влюбился» в трагичного луизианского креола и предложил альтернативу его отчаянной, бессмысленной жизни. Лестат был соблазнён не только красотой Луи, но и его видимым неуважением жизни. В 1791 году Лестат сделал Луи вампиром, своим бессмертным компаньоном, и с тех пор пара жила, любила и убивала почти всё последующее столетие.
Но Лестат был «повреждён» событиями во Франции и Старом Свете. Он не был таким мягким наставником и другом, какого желал видеть Луи: «Во мне жила мысль о том, какой прекрасной и возвышенной могла бы стать наша дружба с Лестатом, как мало препятствий стояло на пути к этому и как много нас объединяло».
Хотя Луи и Лестат зачастую спорили, они в конце концов договорились о временном перемирии, и Лестат постепенно начал считать Луи своим спутником жизни, хотя Луи и отказывался внимать его «урокам» об убийстве и жизни вампира.
«Интервью с вампиром» описывает суррогатные семейные отношения между Луи, Лестатом и третьим вампиром Клодией. Луи, в момент слабости, пьёт кровь у пятилетней сироты, а позже Лестат делает её вампиршей, дабы заставить любимого остаться с ним. Но, помогая Луи обрести душевное равновесие, давая ему Клодию, он разрушает жизнь самой Клодии, обрекая её навсегда остаться в теле пятилетнего ребёнка.
В конечном итоге, Луи смирился со своей «семьёй», принимая «материнскую» роль для Клодии, тогда как Лестат взял «отцовскую». Но Клодия взрослела. Несоответствие реального возраста и физического стало для неё сильным стрессом, она начала ненавидеть своих «родителей» за то, что они сделали её вампиром. Клодия восстала против Лестата, пытаясь убить его в 1860, и сбежала с Луи в Старый Свет, чтобы найти других вампиров.
В Париже «отец» и «дочь» наконец нашли то что искали: группу из пятнадцати вампиров, притворяющихся людьми-актёрами в Театре Вампиров. Но в глазах этих вампиров Луи и Клодия — преступники. Они оба пытались убить своего создателя и должны поплатиться жизнью. Луи удалось спастись, так как в Театре внезапно появился сам Лестат и попросил не казнить его. Клодия же не смогла избежать расправы.
Разъярённый казнью Клодии, Луи спалил Театр, после чего покинул Францию с лидером Театра Арманом и обосновался в Америке. Они разошлись в конце XX века в Новом Орлеане.
В начале 1920-х Луи, по его словам, нашёл Лестата в Новом Орлеане, в состоянии кататонии. Возможно, это было выдумкой, чтобы заставить журналиста Дэниела Моллоя искать Лестата. Так Лестат рассказывает в книге «Вампир Лестат»: «Он же поведал обо всем сотням тысяч читателей. Ему осталось только нарисовать карту Нового Орлеана и пометить на ней крестиком то место, где я спал все это время. Хотя трудно сказать, что именно было ему известно и каковы были его истинные намерения».
Луи и Лестат опять встретились в конце романа «Вампир Лестат» в 1985, когда Лестат стал рок-звездой. Во время событий книги «Царица проклятых» Луи и многие другие вампиры собрались в доме Маарет для борьбы с Акашей.
Луи был одним из немногих вампиров, отказавшихся принять «могучую кровь» (содержащую силу древнейших вампиров мира), которую предлагали Маарет и Лестат, предпочитая становиться сильнее с возрастом. Однако, в конце книги «Меррик» Луи вышел на солнце после того, как сделал Меррик вампиром. Лестат, Дэвид Тальбот и Меррик поделились с Луи своей кровью, чтобы спасти его. По словам Дэвида, эта передача крови, возможно, сделала Луи менее человечным по-характеру. Точно сказать нельзя, так как остальные книги не были сосредоточены на персонаже Луи.
В экранизации «Интервью с вампиром: Хроника жизни вампира», роль Луи сыграл актёр Брэд Питт.
В киноадаптации «Королева проклятых», персонаж не был показан или упомянут.
В бродвейском мюзикле «Лестат», его роль сыграл актёр Джим Станек.